# حجيب (زهرا السفلى)
حجیب (بالفارسية: حجیب) هي قرية تقع في إيران في Zahray-ye Pain Rural District. يقدر عدد سكانها بـ 208 نسمة .